# Raifun
Raifun (auch Rai Fun oder Raefun, tetum Rai Foun; deutsch „Neues Land“) ist ein osttimoresischer Suco im Verwaltungsamt Maliana (Gemeinde Bobonaro).

## Geographie
Raifun hat eine Fläche von 10,86 km² und ist in zwei getrennte Territorien im Nordosten des Verwaltungsamt Malianas geteilt. Der östliche Teil mit den Aldeias Nunutana (Nuntana) und Raifun Foho (deutsch Raifun Berg) wird im Norden und Osten vom Suco Ritabou umrahmt. Südlich grenzt er an den Suco Odomau und südwestlich des Flusses Buloho liegt der Suco Lahomea. Im Südosten grenzt Ost-Raifun an das Verwaltungsamt Bobonaro mit seinem Suco Oeleo. Im Osten fließt der Biabuil als Grenze zwischen den Aldeias Nunutana und Raifun Foho. Wo er im Süden Raifun erreicht, fließt er durch tiefe Täler. Beide Flüsse gehören zum System des Lóis, allerdings zu den beiden verschiedenen Hauptarmen. Der Biabuil fließt zum Marobo, der Buloho zum Nunura. In Ost-Raifun befinden sich die Orte Nunutana, Leotaek und Raifun Foho. Der Leolaco, der mit seinen bis zu 1913 m die Region dominiert, reicht bis nah an die Nordgrenze heran. Östlich des Dorfes Raifun Foho erhebt sich der Matuloun (1030 m, Lage).
Der westliche Teil von Raifun besteht aus der Aldeia Raifun Vila (deutsch Raifun Stadt, auch Rai Foun Bila) und wird im Norden und Osten ebenfalls vom Suco Ritabou begrenzt. Die Ostgrenze bildet wieder der Buloho. Im Westen und Südwesten liegt der Suco Odomau, im Süden die Sucos Holsa und Lahomea. Teile des Nordens der Gemeindehauptstadt Maliana gehören zu Raifun Vila, ebenso der nördlich gelegene Vorort Raifun Vila. Dazwischen dehnen sich nach Westen Reisfelder aus. Die Überlandstraße von Maliana nach Hatolia Vila führt hier durch.
In dem zu Raifun gehörenden Teil Malianas steht das Ginasio Municipal Maliana, das Edifício Solidariedade Sosial Maliana und die Asosiasaun Turizmu Munisipiu Bobonaro. In Raifun Vila befinden sich der Sitz des Sucos und eine Grundschule, in Raifun Foho eine Grundschule und in Nunutana eine Grundschule und seit 2007 ein Hospital, dass 3000 Menschen in der Region versorgt.

## Einwohner
Im Suco leben 3.099 Einwohner (2022), davon sind 1.554 Männer und 1.545 Frauen. Im Suco gibt es 535 Haushalte. Knapp 80 % der Einwohner geben Tetum Prasa als ihre Muttersprache an. Weitere knapp 20 % sprechen Kemak und eine kleine Minderheit Habun.

## Geschichte
Während des Bürgerkriegs 1975 zwischen FRETILIN und UDT flohen etwa 500 Einwohner Raifuns in die Berge oder nach Haekesak im indonesischen Westtimor.
Am 2. September 1999 wurden die zwei einheimischen UNAMET-Mitarbeiter Ruben B. Soares und Domingos Pereira in Raifun von zwei indonesischen Offizieren und der pro-indonesische Miliz Dadarus Merah Putih ermordet. Von den zehn als Täter identifizierten Personen wurde nur eine verhaftet und vor Gericht gestellt. Die anderen neun waren vermutlich nach Westtimor geflohen.

## Politik
Bei den Wahlen von 2004–2005 wurde Alberto Amaral Fernandes zum Chefe de Suco gewählt und 2009 in seinem Amt bestätigt. Bei den Wahlen 2016 gewann Domingos Salvador und wurde 2023 wiedergewählt.